# Tim Sloth Jørgensen
Tim Sloth Jørgensen (født 21. oktober 1951 i Randers) var fra 1. august 2008 til 4. oktober 2009 forsvarschef.

## Karriere
Efter uddannelse fra Søværnets Officersskole i 1978 blev Sloth Jørgensen premierløjtnant. I 1981 blev han skibschef og divisionschef for forsvarets torpedomissilbåde og avancerede i 1983 til kaptajnløjtnant og i 1987 til orlogskaptajn. I 1989 gjorde han tjeneste i Forsvarsministeriets 1. kontor, og fra 1993 var han næstkommanderende og senere chef for korvetten Niels Juel i særlige opgaver i udenlandsk tjeneste. I 1994 blev han sagsbehandler i Forsvarsstabens ledelsessekretariatet. Han blev udnævnt til kommandørkaptajn i 1995 og blev samtidig chef for Søværnets Frømandskorps i Kongsøre (til 1999). I 1996 blev han kommandør. I 2000 blev han leder af Søværnets Operative Kommando og udnævnt til kontreadmiral. I 2002 blev han chef for Forsvarsstaben og viceadmiral.

### Sager
Den 4. oktober 2009 oplyste Forsvarskommandoen, at han stopper som forsvarschef grundet sagen om en arabisk oversættelse af Thomas Rathsacks bog Jæger – i krig med eliten.
 Han mente selv, at sagen havde svækket tilliden til Forsvaret og især Forsvarskommandoen.
I januar 2009 kom det frem, at Tim Sloth Jørgensen flere gange havde haft et overforbrug på det offentliges regning. Blandt andet havde han ladet skatteyderne betale omkring en halv million for et parklignede haveanlæg ved hans tjenestebolig. Også hans rejseomkostninger i tjenesten blev der sat spørgsmålstegn ved, og endelig havde han ladet skatteyderne betale for istandsættelse af hans kones hjemmekontor, som hun brugte til at drive sin virksomhed.

## Kommitteret og senere
Efter sin afsked som forsvarschef blev Tim Sloth Jørgensen den 20. oktober 2009 udnævnt til kommitteret under Forsvarsministeriet med virkning fra den 5. oktober 2009. Denne stilling beholdt han til sin afgang fra Forsvaret i 2012, hvor han blev ansat i firmaet Terma som "Senior Advisor".
Han er blevet benådet med Kommandørkorset af 1. grad af Dannebrogordenen.